# Asterope dubiosa
Asterope dubiosa är en fjärilsart som beskrevs av Embrik Strand 1911. Asterope dubiosa ingår i släktet Asterope och familjen praktfjärilar. Inga underarter finns listade i Catalogue of Life.